# Bathyphylax pruvosti
Bathyphylax pruvosti és una espècie de peix de la família dels triacantòdids i de l'ordre dels tetraodontiformes.

## Morfologia
- Els mascles poden assolir 11,9 cm de longitud total.[4]

## Hàbitat
És un peix marí, de clima tropical i demersal que viu entre 108-500 m de fondària.

## Distribució geogràfica
Es troba a la Polinèsia Francesa.

## Observacions
És inofensiu per als humans.